# Чемпионат Латвии по «Что? Где? Когда?»
Чемпионат Латвии по «Что? Где? Когда» (ЧГК) — ежегодный турнир по ЧГК, в котором принимают участие сильнейшие команды из Риги, Даугавпилса и иных населенных пунктов Латвии. Целью Чемпионата является выявление сильнейших команд Латвии и определение представителей страны на Чемпионате Мира.
Проводится ежегодно, начиная с 2004 года. По традиции проводится в Даугавпилсе.
Ниже приведены данные по прошедшим чемпионатам (год, место, тройка призёров).

## I чемпионат Латвии по «Что? Где? Когда?»
Прошёл в Даугавпилсе 27 марта 2004 года. Участвовали 13 команд.
1. Мистер Икс (Даугавпилс)
2. Napalm (Рига)
3. Потому что Гладиолус! (Рига)

## II чемпионат Латвии по «Что? Где? Когда?»
Прошёл в Даугавпилсе 26 марта 2005 года. Участвовали 20 команд.
1. Мистер Икс (Даугавпилс)
2. TGDNSKY KOHb (Рига)
3. Бронепоезд из Ромашково (Рига)

## III чемпионат Латвии по «Что? Где? Когда?»
Прошёл в Даугавпилсе 25 марта 2006 года. Участвовали 22 команды.
1. ГДР (Даугавпилс)
2. Proline D (Даугавпилс)
3. Бронепоезд из Ромашково (Рига)

## IV чемпионат Латвии по «Что? Где? Когда?»

Команда ЗнатоковЪ за игровым столом

Прошёл в Даугавпилсе 24 марта 2007 года. Участвовали 30 команд.
1. Глюки (Рига)
2. Команда ЗнатоковЪ (Рига)
3. Napalm (Рига)

## V чемпионат Латвии по «Что? Где? Когда?»
Прошёл в Даугавпилсе 22 — 23 марта 2008 года. Участвовали 30 команд.
1. TGDNSKY KOHb (Рига)
2. Глюки (Рига)
3. E=mc² (Рига)

## VI чемпионат Латвии по «Что? Где? Когда?»
Прошёл в Даугавпилсе 28 марта 2009 года. Участвовали 30 команд.
1. TGDNSKY KOHb (Рига)
2. Total (Рига)
3. Napalm (Рига)

## VII чемпионат Латвии по «Что? Где? Когда?»
Прошёл в Даугавпилсе 20 марта 2010 года. Участвовали 30 команд.
1. Глюки (Рига)
2. АК-47 (Рига)
3. Команда ЗнатоковЪ (Рига)

## VIII чемпионат Латвии по «Что? Где? Когда?»
Прошёл в Даугавпилсе 1 мая 2011 года. Участвовали 30 команд.
1. Мистер Икс (Даугавпилс)
2. TGDNSKY KOHb (Рига)
3. Н. И.Ш. А. (Рига)

## IX чемпионат Латвии по «Что? Где? Когда?»
Прошёл в Даугавпилсе 29 апреля 2012 года. Участвовали 25 команд.
1. Rietumu-Total (Рига)
2. Н. И.Ш. А. (Рига)
3. TGDNSKY KOHb (Рига)

## X чемпионат Латвии по «Что? Где? Когда?»
Прошёл в Даугавпилсе 20 апреля 2013 года. Участвовали 24 команды. Призёры:
1. Иксы вдали (сборная Рига-Даугавпилс)[14]
2. Total (Рига)
3. X-promt (Рига)

## XI чемпионат Латвии по «Что? Где? Когда?»
Прошёл в Даугавпилсе 22 марта 2014 года. Участвовали 27 команд. Призёры:
1. Три ИКСа (Даугавпилс)[17][18]
2. X-promt (Рига)
3. TGDNSKY KOHb (Рига)

## XII чемпионат Латвии по «Что? Где? Когда?»
Прошёл в Даугавпилсе 28 марта 2015 года. Участвовали 28 команд. Призёры:
1. X-promt (Рига)
2. TGDNSKY KOHb (Рига)
3. Total (Рига)

## XIII чемпионат Латвии по «Что? Где? Когда?»
Прошёл в Даугавпилсе 23 апреля 2016 года. Участвовали 26 команд.
Призёры:
1. X-promt (Рига)
2. Non-Sense (Рига)
3. Total (Рига)

## XIV чемпионат Латвии по «Что? Где? Когда?»
Прошёл в Даугавпилсе 8 апреля 2017 года. Участвовали 25 команд.
Призёры:
1. X-promt (Рига)
2. Трамонтана (Рига)
3. Арокс и Штёр (Рига)

## XV чемпионат Латвии по «Что? Где? Когда?»
Прошёл в Даугавпилсе 22 апреля 2018 года. Участвовали 28 команд.
Призёры:
1. X-promt (Рига)
2. Зима далеко (Даугавпилс)
3. Total (Рига)

## XVI чемпионат Латвии по «Что? Где? Когда?»
Прошёл в Даугавпилсе в гостинице «Латгола» 20 апреля 2019 года. Участвовали 29 команд.
Призёры:
1. Total (Рига)
2. X-promt (Рига)
3. Зима далеко (Даугавпилс)